# Scheunen
Scheunen es una comuna suiza del cantón de Berna, situada en el distrito administrativo de Berna-Mittelland. Limita al norte con las comunas de Messen (SO), al este con Etzelkofen y Iffwil, al sur con Bangerten, y al oeste con Rapperswil.
Hasta el 31 de diciembre de 2009 situada en el distrito de Fraubrunnen.

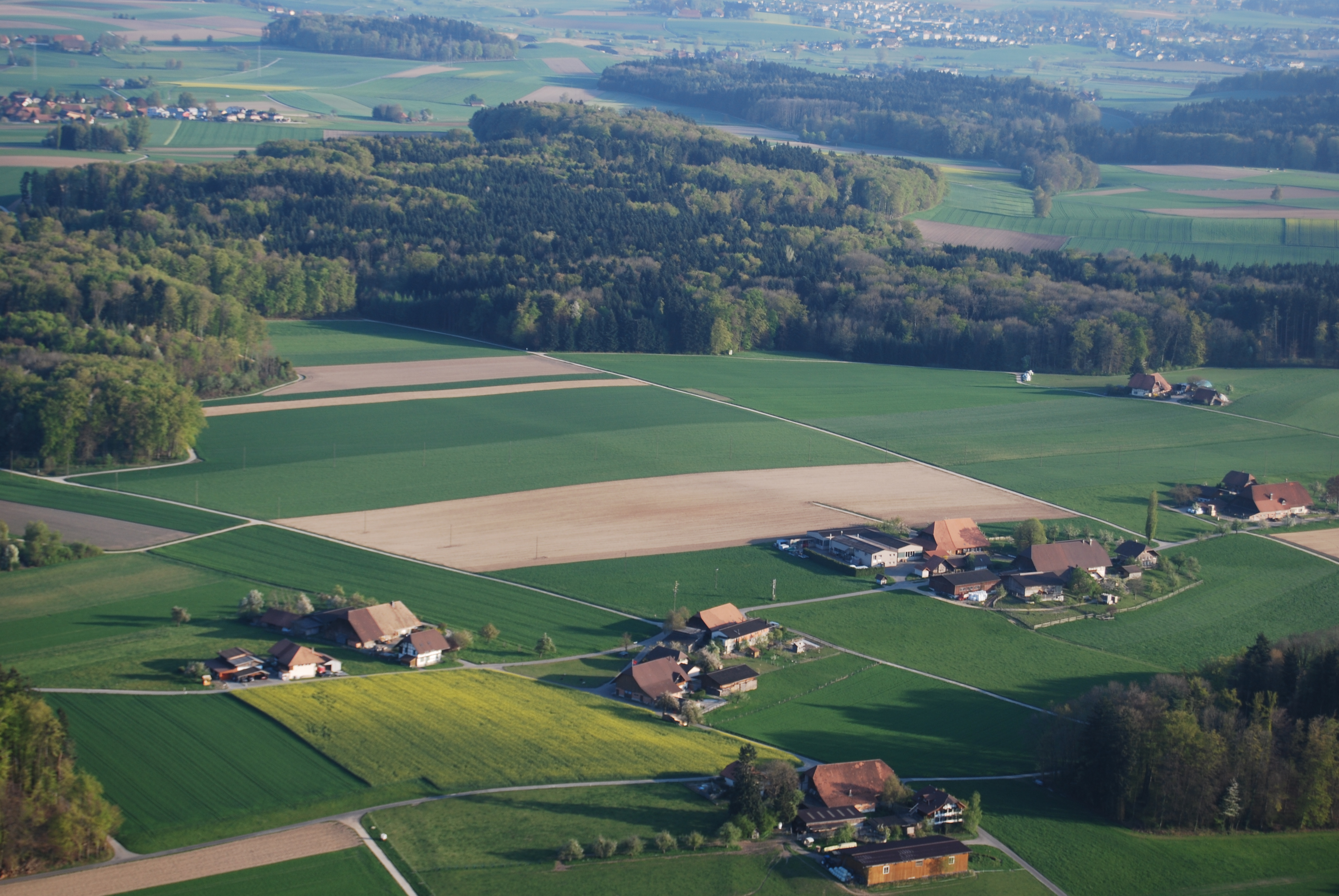
Scheunen